# لينيت ودارد
لينيت ودارد (بالإنجليزية: Lynette Woodard) مواليد 12 أغسطس 1959 في ويتشيتا، هو لاعب كرة سلة أمريكي سابق. مثّل منتخب بلاده. شارك في مسابقة كرة السلة في الألعاب الأولمبية الصيفية.

## الميداليات
| الميدالية | المسابقة                       |
| --------- | ------------------------------ |
| ذهبية     | الألعاب الأولمبية الصيفية 1984 |

## روابط خارجية
- لينيت ودارد على موقع الاتحاد الدولي لكرة السلة (الإنجليزية)
- لينيت ودارد على موقع الاتحاد الدولي لكرة السلة (الإنجليزية)
- لينيت ودارد على موقع الاتحاد الوطني لكرة السلة النسائية (الإنجليزية)
- لينيت ودارد على موقع ريلجم (الإنجليزية)
- لينيت ودارد على موقع بروبوليرز (الإنجليزية)
- لينيت ودارد على موقع قاعة مشاهير كرة السلة للسيدات (الإنجليزية)
- لينيت ودارد على موقع سبورتس رفرنس (الإنجليزية)
- لينيت ودارد على موقع كلية كرة السلة في سبورتس رفرنس.كوم (الإنجليزية)
- لينيت ودارد على موقع سبورتس رفرنس (الإنجليزية)
- لينيت ودارد على موقع اللجنة الأولمبية الدولية (الإنجليزية)